# Poikapää
Poikapää är en sjö i kommunen Ilomants i landskapet Norra Karelen i Finland. Den är 3,9 meter djup. Arean är 45 hektar och strandlinjen är 6,17 kilometer lång. Sjön  ingår i Vuoksens huvudavrinningsområde.   Den ligger omkring 83 kilometer nordöst om Joensuu och omkring 450 kilometer nordöst om Helsingfors. 